# Músculo romboides
El Romboides ([TA]: musculus rhomboideus) es un músculo subyacente al trapecio, está situado en la parte inferior de la nuca y en la superior de la región dorsal del tórax y se extiende desde la columna vertebral al borde espinal de la escápula. Está cubierto casi en su totalidad por el músculo trapecio y una pequeña porción de este sobresale, ubicándose directamente debajo de la cutis; esta porción adopta una forma triangular y se encuentra limitada en el interior por el trapecio, en la parte baja por el dorsal ancho y en la parte externa por el borde vertebral de la escápula. Esto se puede observar en los individuos delgados y/o musculosos a través de la piel, en el interior del relieve infraespinoso.
- Músculo romboides menor: ángulo superior hasta la espina del omóplato.
- Músculo romboides mayor: porción infraespinosa del borde espinal.

- Datos: Q3328354
- Multimedia: Rhomboid muscles / Q3328354